# Челсі Клінтон
Челсі Клінтон (англ. Chelsea Clinton; нар. 27 лютого 1980, Літл-Рок) — американська письменниця, підприємиця, журналістка, публічна персона. Захисниця глобального здоров'я.

## Біографія
Народилася 27 лютого 1980 року у Літл-Рок, США , родині губернатора штату Арканзас Білла Клінтона і політикині Гілларі Клінтон. Коли в 1993 році батько став президентом США, переїхала в Білий дім.
У 1997–2001 роках навчалася в Стенфордському університеті, який закінчила з бакалаврським ступенем з історії. Жила в кімнаті з куленепробивним склом і перебувала під охороною двадцяти п'яти охоронців. У 2010 році здобула магістерський ступінь з медицини в Школі охорони здоров'я при Колумбійському університеті.
У 1998—1999, під час навчання в Стенфорді, зустрічалася зі студентом Метью Пірсом. У 2010 одружилася з банкіром Марком Мезвінскі.
Належить до Методистської церкви. З дитинства є веганкою, у 2011 переконала батька також дотримуватися веганської дієти.

## Діяльність
З 12 років Челсі була важливою частиною іміджу свого батька і постійно перебувала під прицілом телекамер. Її особисте життя також ставало предметом пильної уваги суспільства.
Під час передвиборчої кампанії 2008 року в таборі демократів Челсі активно підтримувала матір, Гілларі Клінтон, як претендентку на кандидатство від Демократичної партії на президентських виборах США.
У 2012 році почала викладацьку кар'єру в Колумбійському університеті. Певний час працювала у фонді хеджування Avenue Capital, а також у консалтинговій фірмі McKinsey & Company.

## У масовій культурі
Сюжет фільму «Перша дочка» у багатьох деталях збігається з біографією Челсі Клінтон, особливо з періодом її навчання в університеті.